# 熊本電波工業高等専門学校
熊本電波工業高等専門学校（くまもとでんぱこうぎょうこうとうせんもんがっこう、英称:Kumamoto National College of Technology,  KNCT）は、かつて熊本県合志市に2009年（平成21年）9月30日まであった日本の国立高等専門学校。2009年10月1日に八代工業高等専門学校と統合再編され、熊本高等専門学校となる。略称は熊本電波高専。
旧国立電波高等学校を母体に創設された電波高専は本校のほか仙台電波工業高等専門学校と詫間電波工業高等専門学校の全国で3校が存在していた。現在はすべて統合再編されている。
戦時中、熊本に九州の陸軍の拠点があったことで無線技術者養成のゆかりのある学校である。

## 沿革
- 1943年10月 財団法人熊本無線電信講習所として新設（熊本市大江町九品寺31）
- 1943年11月 逓信省に移管、官立無線電信講習所熊本支所となる
- 1945年4月 官立熊本無線電信講習所に改称
- 1946年6月 熊本市大江町居屋敷539の4に移転
- 1948年8月 文部省移管、熊本無線電信講習所となる
- 1949年5月 学制改革により、熊本電波高等学校となる
- 1951年7月 熊本市大江町渡鹿（現在の熊本大学大江グラウンド）に移転
- 1971年4月 熊本電波工業高等専門学校となる
- 1973年3月 現在地（当時・菊池郡西合志町）に移転
- 2004年4月 独立行政法人国立高等専門学校機構熊本電波工業高等専門学校となる
- 2005年8月 電波塔撤去後、電波塔を象ったモニュメント（三基の巨塔）が建てられる
- 2009年10月1日　八代高専と共に、熊本高等専門学校として再編

## 設置学科

### 学科（準学士課程）
- 情報通信工学科（電波通信工学科）
- 電子工学科
- 電子制御工学科
- 情報工学科

### 専攻科（学士課程）
- 電子情報システム工学専攻
- 制御情報システム工学専攻

## 最寄駅
- 熊本電気鉄道菊池線 熊本高専前駅

## 電波祭
「電波祭」という名前で学園祭が行われている。毎年クイズ大会やカラオケ大会など、10以上のイベントが行われている。また、クラスや部活から模擬店も出店される。
なお、2006年度は体育祭が行われ、2007年にまた学園祭に戻った。

## 出身者
- 林田昌子（キックボクサー）
- 辻誠（チャンスイット創業者）
- 武田一康（コンドル出版社代表取締役社長）
- 亀田晃一（南日本放送制作技術部長兼気象予報士）
- 岡島博徳（俳優）